# Riek Machar
Riek Machar (ur. w 1952 w Al-Leiri) – sudański polityk i bojownik, wiceprezydent Sudanu Południowego w latach 2011–2013, pierwszy wiceprezydent w 2016 i ponownie od 2020. 

## Działalność polityczna
Riek Machar pochodzi z ludu Nuerów. Z wykształcenia inżynier, ukończył studia na Uniwersytecie w Chartumie oraz zdobył tytuł doktora na University of London. W latach 80. przystąpił do szeregów Ludowej Armii Wyzwolenia Sudanu (SPLA), walczącej z północą o niepodległość Sudanu Południowego. W strukturach dowódczych zajmował drugą pozycję, zaraz za Johnem Garangiem. 
W 1991 wszedł w konflikt o przywództwo z pochodzącym z plemienia Dinków Garangiem i wystąpił z SPLA. Wraz z grupą dysydentów utworzył własną formację zbrojną, SPLA-United Faction. Z czasem formacja zmieniła nazwę na Ruch Niepodległości Sudanu Południowego (Southern Sudan Independent Movement, SSIM). Na jej czele walczył z wojskami rządowymi, lecz także w bratobójczych starciach z siłami SPLA. 
W 1997 podpisał w imieniu SSIM separatystyczne porozumienie w Chartumie z rządem Umara al-Baszira (Khartoum Peace Agreement). Na jego mocy południowa część Sudanu uzyskała ograniczoną autonomię. Jej samorządność miała być realizowana w ramach powołanej w tym celu Południowej Rady Koordynacyjnej (Southern Coordinating Council), na czele której stanął Machar i która składa się głównie z jego sprzymierzeńców. Ruch Niepodległości Sudanu Południowego przekształcił się natomiast w Siły Obrony Sudanu Południowego (South Sudan Defense Forces, SSDF). Wojska rządowe w tym czasie w dalszym ciągu prowadziły walki z pozostałymi siłami rebeliantów, w tym z SPLA. 
Współpraca Machara z rządem Sudanu nie układa się jednak dobrze. Obie strony oskarżały się nawzajem o łamanie warunków porozumienia. W 1999 doszło do pierwszych starć pomiędzy siłami rządowymi a SSDF, co skutkowało ich zbliżeniem z SPLA oraz współpracą w zakresie pozyskiwania broni. Ostatecznie w styczniu 2002 Machar połączył kierowane SSDF z SPLA i powrócił w jej szeregi. 
11 sierpnia 2005, po objęciu przez Salvę Kiira Mayardita stanowiska Prezydenta Autonomicznego Regionu Sudanu Południowego z powodu śmierci Johna Garanga, zajął urząd wiceprezydenta Autonomicznego Regionu Sudanu Południowego. W wyborach powszechnych w kwietniu 2010 był kandydatem na urząd wiceprezydenta u boku Salvy Kiira Mayardita. Po jego zwycięstwie, 11 czerwca 2010 oficjalnie objął wiceprezydenturę na kolejną kadencję. 
Po ogłoszeniu niepodległości przez Sudan Południowy 9 lipca 2011, prezydent Kiir mianował go na stanowisko wiceprezydenta kraju. Machar wywodzący się z plemienia Nuerów, krytykował styl władzy prezentowany przez Kiira, pochodzącego z wrogiego plemienia Dinków. Zarzucił prezydentowi dyktatorskie skłonności, niegospodarność, a także zawłaszczenie państwa przez Dinków. Ogłosił chęć wystartowania w wyborach prezydenckich w 2015.
Aby pozbyć się politycznego konkurenta, prezydent Kiir, 23 lipca 2013 pozbawił Machara stanowiska. Wieczorem 15 grudnia 2013 w Dżubie doszło do nieudanego puczu wojskowego. Według rządzących za wydarzeniami w stolicy, w której doszło do strzelaniny między frakcjami Dinków i Nuerów wchodzących w skład Sił Zbrojnych Sudanu Południowego stał Riek Machar, który zaprzeczył, by chciał dokonać przewrotu. Próba zamachu stanu przerodziła się w otwarty konflikt między Dinkami i Nuerami w kraju.
26 kwietnia 2016 prezydent Salva Kiir Mayardit powołał go na stanowisko pierwszego wiceprezydenta, sprawował ten urząd do 23 lipca 2016, kiedy zastąpił go Taban Deng Gai.

## Życie prywatne
W czerwcu 1991 poślubił Emmę McCune, brytyjską dziennikarkę i działaczkę społeczną, przybyłą do Sudanu pod koniec lat 80. do pracy w organizacji humanitarnej Street Kids International, zajmującej się edukacją dzieci. W chwili zawarcia małżeństwa był już żonaty i miał dwoje dzieci. Para zamieszkała w obozie wojskowym. Dwa miesiące po ślubie Machar wystąpił z szeregów SPLA, co znacznie pogorszyło warunki bytowe małżeństwa. Żona z powodów bezpieczeństwa poruszała się w towarzystwie strażników. Pozbawiona szerszego kontaktu ze światem zewnętrznym została pozbawiona członkostwa w Street Kids International w listopadzie 1991. Przez dwa lata towarzyszyła mężowi w czasie walk. 
Dopiero w 1993, kiedy w czasie starcia z siłami SPLA znalazła się na linii ognia oraz zaszła w ciążę, zdecydowała się na wyjazd do Kenii. Jednak niedługo potem zginęła w wypadku samochodowym z minibusem w Nairobi w wieku 29 lat. Na podstawie jej biografii w 2002 ukazała się książka Emma's War autorstwa amerykańskiej dziennikarki Deborah Scroggins.